# NA-2123
La NA-2123 comunica con la NA-178 Ibilcieta.

## Recorrido
| Denominación | Kilómetro | Salida                | Carretera             | Dirección                 |
| ------------ | --------- | --------------------- | --------------------- | ------------------------- |
| NA-2123      | 0         |                       | NA-178                | Lumbier Sangüesa Pamplona |
| NA-2123      | 0         | Travesía de Ibilcieta | Travesía de Ibilcieta | Travesía de Ibilcieta     |

- Datos: Q12264069